# Hectoclorina
Hectoclorina é um lipopeptídeo que exibe potente atividade antifúngica contra C. albicans e vários patógenos vegetais, além de inibir o crescimento de linhas celulares humanas por hiperpolimerização da actina. Foi originalmente isolada da cianobactéria filamentosa Moorea producens JHB, coletada em Hector Bay, Jamaica, em 1996, a qual é uma cepa também conhecida por ser produtora de outras duas biomoléculas potentes denominadas jamaicamida A e criptomaldamida. Devido à sua atividade contra patógenos vegetais, os esforços sintéticos elucidaram a síntese total do composto em 2002. As espécies de Moorea são normalmente o principal componente da dieta de algumas lebre-do-mar, que concentram os metabólitos das cianobactérias como um mecanismo de defesa contra predadores. Portanto, em 2005, o hectoclorino foi re-isolado da lebre-do-mar tailandesa Bursatella leachii, juntamente com um novo análogo, a desacetil-hectoclorina. Outra reisolação de hectoclorina foi relatada em 2013, de outra cepa Moorea producens (RS05), isolada do Mar Vermelho, surpreendente em um ambiente não tropical, em oposição às demais cepas de Moorea isoladas anteriormente. 

## Biossíntese
A biossíntese prevista de hectoclorina foi publicada em 2007 e consiste em uma NRPS-PKS (sigla em inglês de Nonribosomal Peptide Synthetases, NRPSs, Polyketide Synthases, PKSs, peptídeo sintetases não-ribossômicas e policetídeos sintases) híbrida com um ácido hexanóico como unidade de partida que se torna halogenada duas vezes na posição 5, produzindo um grupo gem-dicloro razoavelmente raro, que junto com duas unidades de ácido 2,3-dihidroxiisovalérico (DHIV) compõem uma molécula bioativa muito interessante.
A biossíntese de hectoclorina começa com hctA (Figura 1A), responsável pela unidade inicial, que tem 53% de semelhança com uma sintetase Acil-ACP em Fischerella e prevê-se a geração de um ácido hexanóico que inicia a molécula de hectoclorina. Esse ácido hexanóico é halogenado duas vezes no quinto carbono pelo gene hctB, gerando o grupo gem-dicloro em ácido 5,5-diclorohexanóico. Para tal, o hctB possui um domínio de halogenação no terminal N, que é 47% semelhante a uma halogenase em Microcystis aeruginosa e também contém todos os resíduos conservados para a ligação do co-fator Fe2+/2-oxoglutarato. No terminal C, um domínio ACP está presente e é bastante homólogo a vários outros domínios ACP em cianobactérias, como Curacin A, Jamaicamida e assim por diante.
Como mencionado anteriormente, hctC é uma transposase de função desconhecida e não está diretamente relacionada na síntese de moléculas. Em seguida, este ácido 5,5-diclorohexanóico adquire uma extensão KS (policétido sintase) por hctD. Esse gene consiste em um único módulo KS com uma configuração mínima (KS-AT-CP) mais um KR e cMT, produzindo um ácido 7,7-dicloro-3-hidroxi-2-metil-octanóico. HctE consiste de um NRPS bimodular, dos quais o primeiro módulo incorpora um ácido isovalérico e o segundo módulo incorpora uma cisteína heterocíclica. No primeiro módulo, o domínio de adenização (domínio A) possui uma mutação substituindo um resíduo de aspartato conservado (Asp235) que está relacionado às interações com o grupo amino do aminoácido cognato, portanto, incorporando ácido isovalérico em vez de um aminoácido. Este grupo hidroxila que substitui um grupo amino se condensa com o carbonil anterior da extensão KS. O segundo módulo possui 67% de identidade para CurF e BarG (de Curacina A e Barbamida BGCs) e é previsto adenilar e heterociclar uma cisteína, bem como oxidá-la pela oxidase dependente de FMN, presente entre os motivos conservados na adenilação, catalisando a formação de um anel tiazol (Figura 1C). 
Gene HctF tem notável semelhança com hctE, embora haja duas diferenças principais: o ácido iso-valérico incorporado não se condensa pelo grupo hidroxila que substitui um grupo amino; em vez disso, ele é condensado pelo grupo hidroxila na cadeia lateral criada por uma oxidação P450 (Figura 1B); hctF possui um domínio extra de tioesterase que converte a ligação tioéster em ligação éster e catalisa o ataque do grupo hidroxila livre do terminal C a este éster recém-formado, ciclizando a molécula. Os genes finais hctG e hctH provavelmente codificam dois P450 que oxidam a cadeia lateral de ambos os ácidos isovaléricos (Figura 1D). Por fim, ocorre uma modificação pós-NRPS no grupo hidroxila livre a partir do segundo ácido isovalérico, adicionando um grupo acetila. Esta adição não é prevista na biossíntese atual, embora a ausência dessa modificação pós-NRPS produza o análogo mencionado anteriormente, a desacetil-hectoclorina.

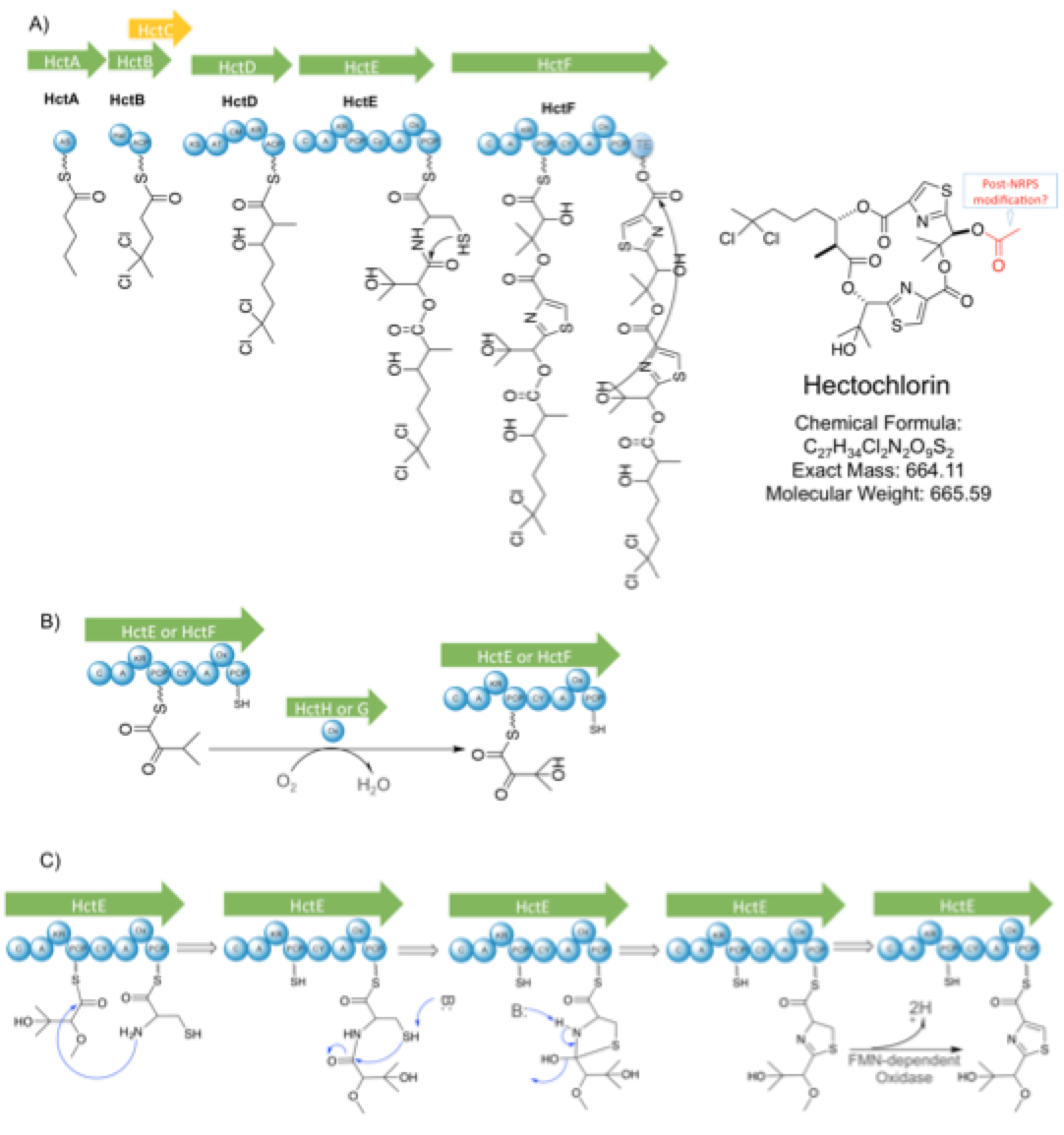
Figura 1A) Biossíntese prevista de hectoclorina. B) Oxidação P450 da cadeia lateral. C)Formação do anel tiazol.

Atualmente no banco de dados MarinLit, outros compostos (além de desacetil-hectoclorina e hectoclorina) que contêm este grupo gem-dicloro bastante incomum são lingbiabelina A-N, 27-deoxilingbiabelina A e dolabelina, todos aqueles sintetizados a partir de espécies Moorea. A maioria das lingbiabelinas também contém DHIV em suas estruturas, assim como dolabelina. A figura 2 compara as estruturas de deacetilhectoclorina, hectoclorina, lingbiabelina B e dolabelina. Esta figura ilustra as semelhanças (preto) e as diferenças (vermelho) entre esses compostos em comparação com deacetilhectoclorina. Todos esses compostos (exceto a hectoclorina) não têm uma biossíntese proposta publicada.

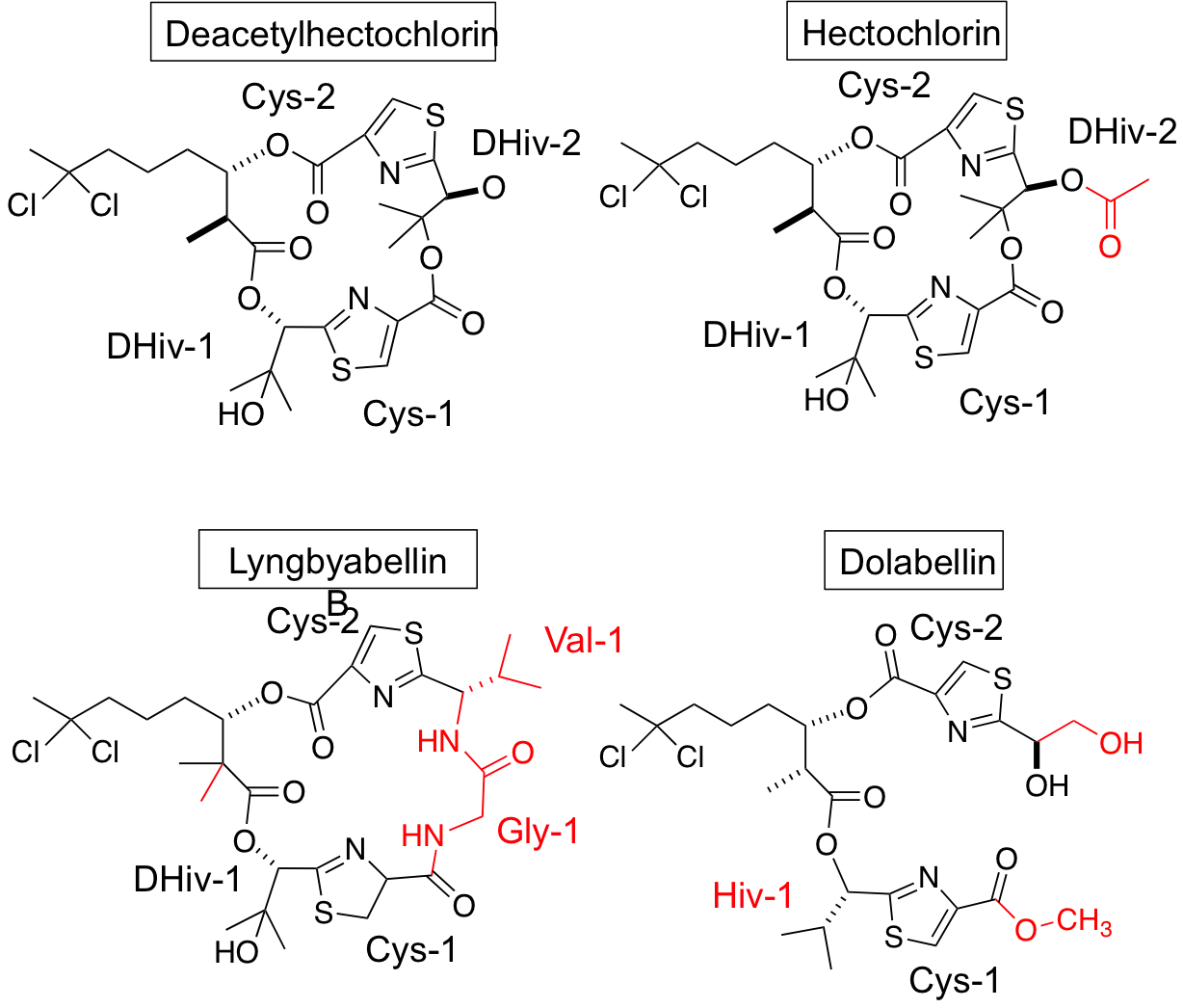
Figura 2. Comparação entre todos os compostos conhecidos contendo ácido hexanóico como unidade de partida que se torna halogenado duas vezes na posição 5, produzindo um grupo gem-dicloro relativamente raro. A figura ilustra as semelhanças (preto) e as diferenças (vermelho) entre esses compostos em comparação com deacetilhectoclorina.